# Oběd

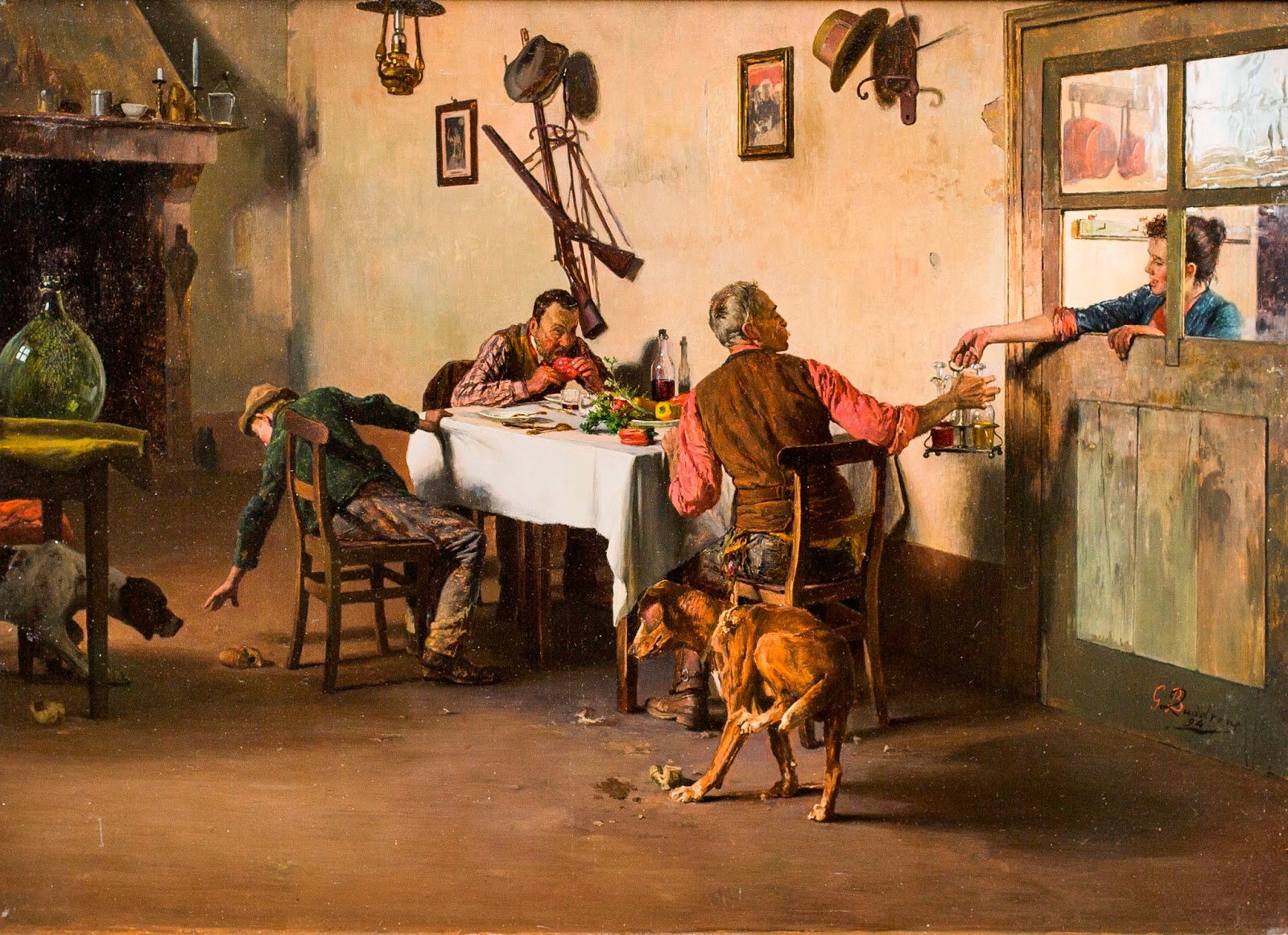
Giovanni Battista Quadrone, Demokratický oběd, 1894

Oběd je poledním jídlem, jedním z typických denních jídel vedle snídaně a večeře. V některých zemích, jako je Česko je považován za nejdůležitější jídlo dne, bývá podáván teplý, může mít více chodů a má také své slavnostnější podoby, jako je nedělní oběd. V jiných zemích, například ve Spojeném království nebo ve většině Skandinávie je ale hlavním denním jídlem večeře a oběd je jednodušší a často studený.

## Česko

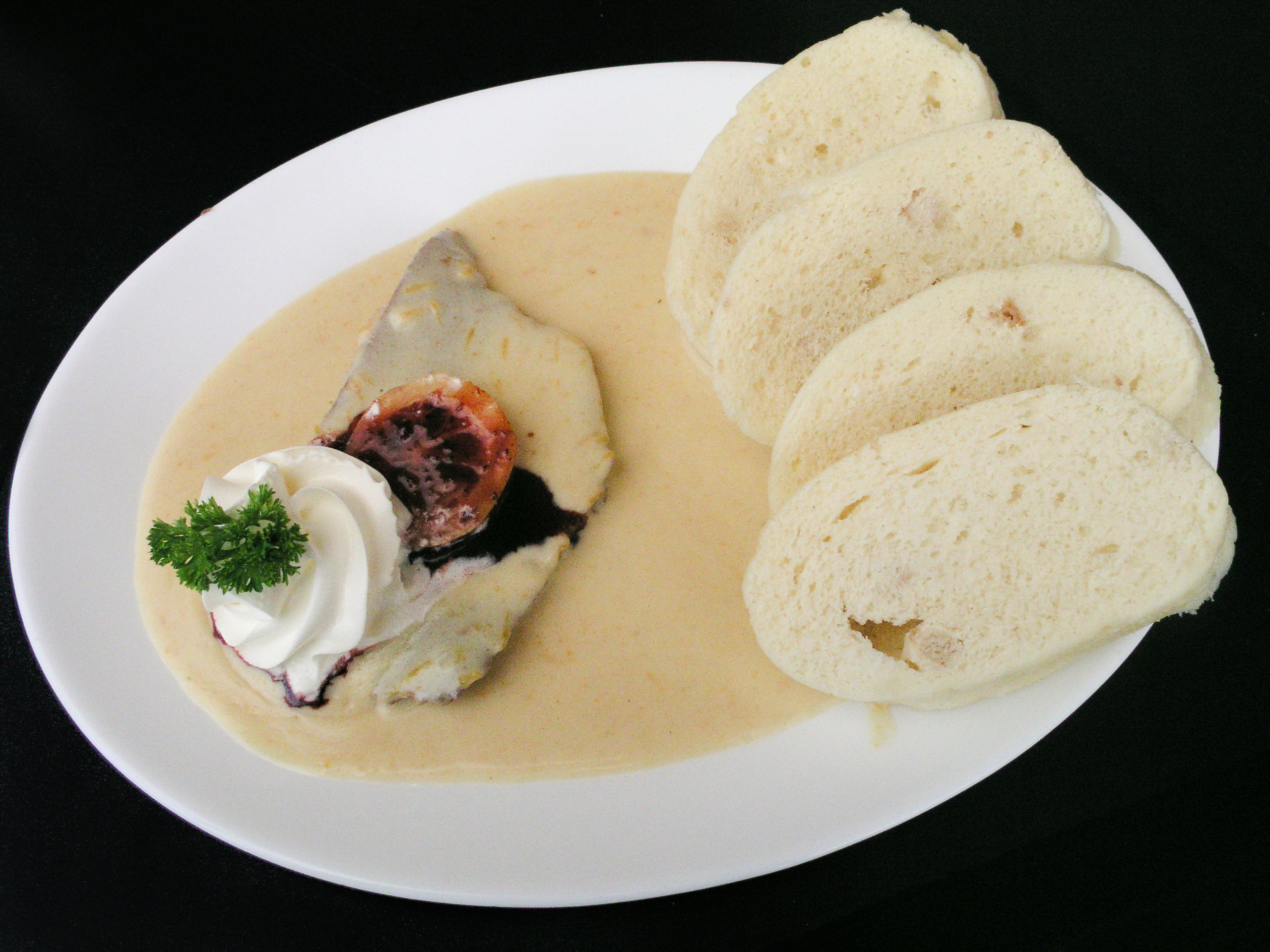
Česká svíčková pečeně na smetaně s knedlíkem a brusinkami

České slovo oběd původně označovalo jakékoliv jídlo, především společné. Vychází se slovesa jíst a předpony ob-, která snad odkazuje na shromáždění lidí v kruhu okolo něčeho. V českém prostředí byla dlouho známa jen dvě denní jídla: pozdní snídaně a večeře podávaná okolo páté hodiny odpolední; tři jídla denně byla chápána jako obžerství. Od 18. století se ale běžně podával polední oběd, z kterého se stalo nejdůležitější jídlo dne. Podle jiných zdrojů nebyla snídaně počítána mezi denní jídla a oběd se konzumoval kolem desáté hodiny a často se skládal ze tří jednoduchých chodů.
Lidové vrstvy v 19. století jedly třikrát denně a oběd se podával o poledni, případně o něco později. Byl hlavním jídlem, ale nad ostatní denní jídla vynikal méně výrazně než v pozdějších dobách, i v souvislosti s bohatší snídaní, často tvořenou kaší nebo polévkou. S výjimkou nejchudších domácností byl tvořen dvěma chody, o žních i třemi, přičemž prvním jídlem byla polévka. Druhý chod zahrnoval především vařená moučná jídla, a kromě toho také jednoduché pečivo, luštěniny nebo kaše. Od konce 19. století se k obědu také připravovaly také brambory, ale zpravidla jen v chudých krajích, jako byla Vysočina nebo Podkrkonoší. V bohatším prostředí se jejich konzumace většinou omezovala na večerní jídlo. Oběd byl nejrozmanitějším denním jídlem, ale přesto byl z důvodu úspory času za běžných okolnost velmi jednoduchý. Také stolování bylo prosté, ještě na počátku 19. století rodiny jedly s čeledí u jednoho stolu, bez vidliček, s jedním nožem a ze společných mis, bez talířů pro jednotlivé strávníky.
V druhé polovině začaly obědy také zajišťovat různé dělnické spolky. V roce 1869 vznikla jídelna pro dělníky například v pivovaru na Dlouhé třídě v Praze. Během první poloviny 20. století také začali vznikat závodní jídelny a tento druh stravování se rozmohl především během komunistického režimu. Po sovětském vzoru se stal ideálem oběd podávaný v práci, zatímco doma byla připravována jen snídaně a večeře. Cena jídla byla dotována a byla v ní zahrnuta polévka, hlavní chod, moučník nebo kompot, z nápojů byl k dispozici čaj. Typickým pokrmem bylo především maso s knedlíkem a „hnědou omáčkou“.

## Spojené království

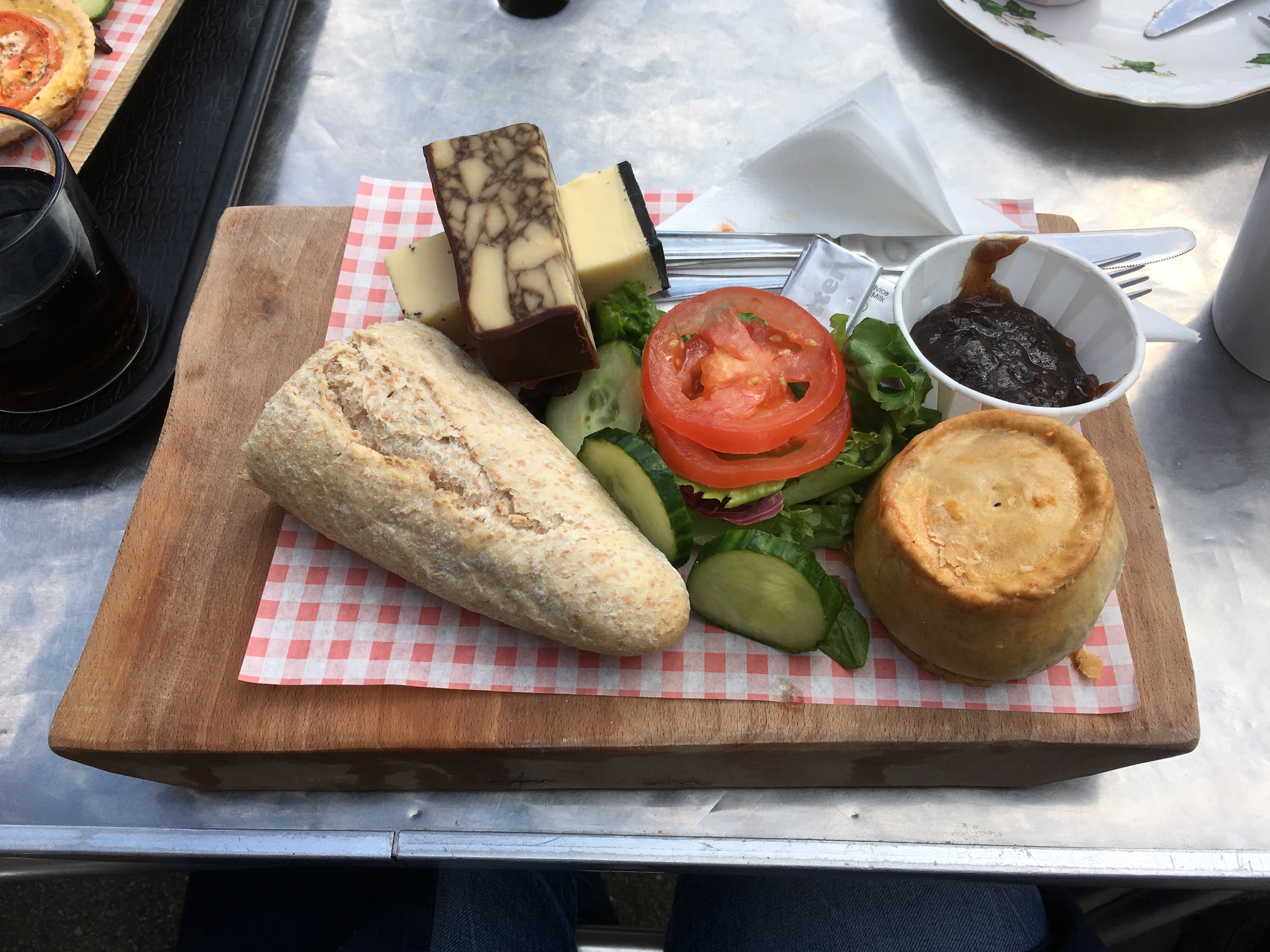
Britský ploughman's lunch „oráčův oběd“ sestávající se z chleba, sýra, másla, vepřového páje a čatní

Ve Spojeném království a zpravidla i dalších anglicky mluvících zemích je polední jídlo označováno slovem lunch, ale hlavním jídlem je večeře zvaná dinner. Někteří mluvčí angličtiny ale používají pro polední jídlo právě slovo dinner. Ti zachovají starší terminologii, ve středověké Británii bylo slovo dinner hlavním jídlem a podávalo se v poledne. S nástupem umělého osvětlení, především ve vyšších vrstvách, se ale čas hlavního jídla posouval na pozdější dobu, až se tak stalo večerní jídlem a v poledne začal být podáván méně vydatný lunch.

## Skandinávie

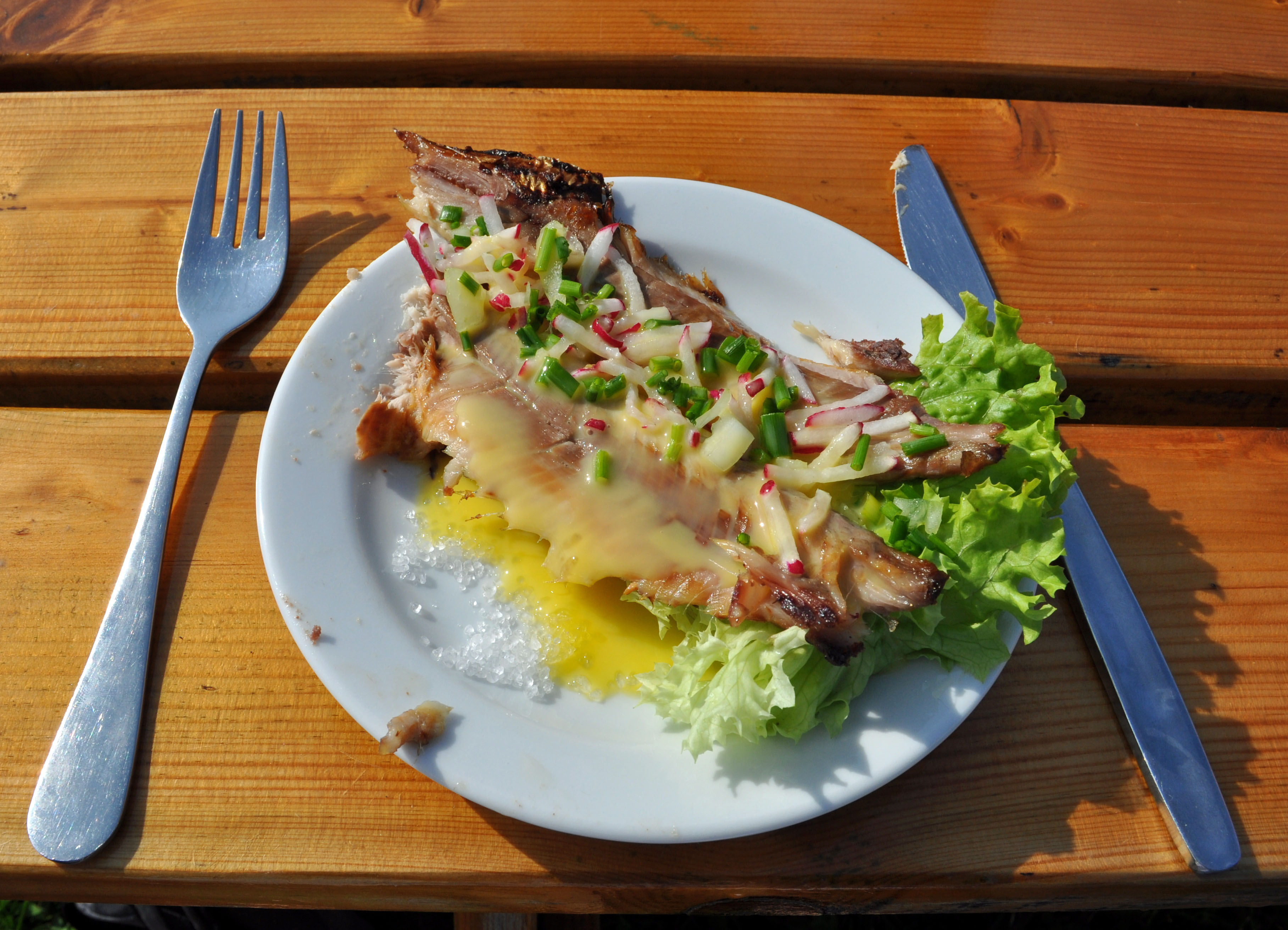
Sol over Gudhjem „Slunce nad Gundhjemem“, dánský obědový sendvič z uzeného sledě a žloutku na žitném chlebu

Okolo poloviny obyvatel Skandinávie konzumuje oběd doma, zbytek mimo něj, na pracoviště, ve škole či v restauraci. Liší se ale podoba oběda, zatímco Švédové často podávají teplý oběd tak Dánové a Norové studený. V takovém případě se běžně jedná o madpakke/matpakke „balené jídlo“ sestávající se obloženého chlebu smørrebrød/smørbrød. Ve Švédsku je oblíbeným obědem pyttipanna, jednoduchý pokrm z nasekaného masa a brambor. Pokud je oběd bohatší bývá většinou dvouchodový, někdy doplněný o dezert a jen zřídka o předkrm. Nápojem bývá káva nebo limonáda, v Dánsku někdy i pivo. I ve Švédsku je ale teplý oběd na ústupu, ačkoliv si ho stále dopřává kolem 40% obyvatel země, zatímco v Dánsku jen 12% a v Norsku 6%.Ve všech třech zemích je ale zpravidla podáváno teplé jídlo k večeři.
V lidovém prostředí Norska byl do 19. století podáván vydatný dugurd „dopolední jídlo“, poté se ale prosadil jednoduchý oběd, označovaný z angličtině přejatým slovem lunsj, a nejvydatnějším jídlem se stala večeře. Od počátku 21. století nabývá oběd v Norsku na důležitosti a častěji bývá podáván teplý.